# Museu del Ferrocarril de Catalunya

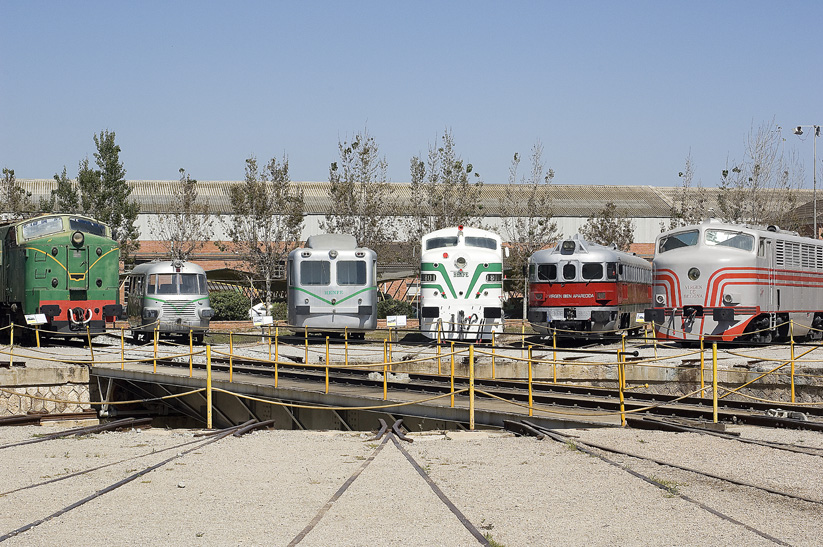
Obrotnica kolejowa w muzeum

Museu del Ferrocarril de Catalunya, hiszp. Museo del Ferrocarril de Cataluña (Muzeum Kolejnictwa Katalonii) – muzeum kolejnictwa w Vilanova i la Geltrú w Hiszpanii. Zostało otwarte 5 sierpnia 1990 roku po wzmocnieniu dotychczasowego Museu del Ferrocarril de Vilanova i la Geltrú.